# Denis Alekseevič Savin
Denis Alekseevič Savin (in russo Дени́с Алексе́евич Са́вин?; Mosca, 27 febbraio 1984) è un danzatore russo, primo ballerino del Balletto Bol'šoj dal 2020.

## Biografia
Denis Alekseevič Savin è stato scritturato dal Balletto Bol'šoj nel 2002, subito dopo aver conseguito il diploma presso l'Accademia statale di coreografia di Mosca.
Nel 2003 ha interpretato Romeo in occasione della prima del Romeo e Giulietta diretto da Declan Donnellan e coreografato Radu Poklitaru, portato al debutto al Teatro Bol'šoj e poi rappresentato alla Royal Opera House l'anno seguente. Negli anni successivi si è affermato come apprezzato caratterista, danzando in ruoli come Gringoire ne La Esmeralda di Marius Petipa, Hilarion nella Giselle di Vladimir Viktorovič Vasil'ev e il Moro nel Petruska di Michel Fokine. Nel 2012 ha vinto la Maschera d'oro, il massimo riconoscimento del teatro russo.
Nel 2013 ha ampliato il suo repertorio con i ruoli di Carabosse ne La bella addormentata e Tebaldo nel Romeo e Giulietta, mentre nel 2017 ha danzato nel ruolo di Erik Bruhn in occasione della prima del balletto Nureyev. Nel 2018 ha interpretato l'eponimo protagonista in occasione della prima del Petruška di Edward Clug e Leonte nella prima russa di The Winter's Tale di Christopher Wheeldon. Nel 2020 è stato promosso al rango di primo ballerino della compagnia.